# Lunik-Mission
Mit Lunik werden in westlichen Quellen die sowjetischen Luna-Mondsonden der ersten Serie bezeichnet, in Anlehnung an den Namen des ersten künstlichen Erdsatelliten, Sputnik. Drei der neun Sonden erreichten den Mond, die anderen schlugen fehl.
In den offiziellen sowjetischen Medien tragen die drei erfolgreichen Sonden, die im Westen mit Lunik 1 bis Lunik 3 bezeichnet werden, die unten angegebenen (übersetzten) Namen.
- Lunik 1958A – am 23. September 1958 durch Raketenexplosion zerstört
- Lunik 1958B – am 12. Oktober 1958 durch Raketenexplosion zerstört
- Lunik 1958C – am 4. Dezember 1958 durch Raketenexplosion zerstört
- Lunik 1 („Kosmische Rakete“) – schwenkte im Januar 1959 nach einem Vorbeiflug am Mond fehlerhaft in einen Sonnenorbit ein; dennoch lieferte sie nützliche Strahlungsmesswerte zur Analyse des irdischen Strahlungsgürtels und bestätigte die Existenz des Sonnenwindes.[1]
- Lunik 1959A – am 18. Juni 1959 durch Raketenexplosion zerstört
- Lunik 2 („Sowjetische Kosmische Rakete 2“) – war der erste künstliche Flugkörper, der gezielt auf der Mondoberfläche aufschlug, am 13. September 1959.[2]
- Lunik 3 („Automatische Interplanetare Station“) – fotografierte im Oktober 1959 zum ersten Mal die Rückseite des Mondes.[3]
- Lunik 1960A – am 15. April 1960, erreichte nicht die notwendige Fluchtgeschwindigkeit zum Verlassen der Erde, fiel zurück und verglühte in der Erdatmosphäre
- Lunik 1960B – am 16. April 1960 durch Raketenexplosion zerstört

Alle Namen der fehlgeschlagenen Sonden sind fiktive Katalogbezeichnungen, denn eingestanden wurden diese Fehlschläge durch die UdSSR nie. Vorgesehen waren für Lunik 1958–59 jeweils Aufschläge auf die Mondoberfläche wie bei Lunik 2, für die beiden Lunik-Missionen im Jahr 1960 die Umkreisung wie bei Lunik 3.
Die nachfolgenden Mondsonden der zweiten Serie wurden Luna (russ.: Mond) genannt.